# Chambourcy
Pour l'entreprise agroalimentaire française du même nom, voir Chambourcy (entreprise).
Chambourcy est une commune du département des Yvelines, dans la région Île-de-France, en France, située à 3 km à l'ouest de Saint-Germain-en-Laye et à 25 km environ à l'ouest de Paris.
Ses habitants sont appelés les Camboriciens.

## Géographie

### Localisation
La commune de Chambourcy se trouve au sud de la forêt de Saint-Germain-en-Laye et au nord de la forêt de Marly. Elle est limitrophe de Poissy au nord, de Saint-Germain-en-Laye au nord-est, de Fourqueux à l'est, d'Aigremont à l'ouest, de Feucherolles et de Saint-Nom-la-Bretèche au sud. Le territoire très urbanisé dans sa moitié nord, est très boisé dans sa partie sud (forêt de Marly) et accueille un parcours de golf.

### Hydrographie
Un ruisseau, le ru de Buzot irrigue la commune. Ce ru de 9 km court vers l'est et se jette dans la Seine au Pecq, après avoir traversé la commune de Saint-Germain-en-Laye, le plus souvent canalisé et enterré.

### Voies de communication et transports
Le sentier de grande randonnée GR 1 (tour de l’Île-de-France) longe la frontière sud de la commune, de Fourqueux à l'est à Feucherolles à l'ouest.
La commune de Chambourcy est desservie par la route nationale 13, dite route de quarante sous, qui la traverse d'est en ouest. Elle est également traversée par l'autoroute A13 au sud-ouest et par l'autoroute A14 au nord.
La commune est desservie par les lignes 8, R4, TAD 78 et Express A14 du réseau de bus Saint-Germain Boucles de Seine et par lignes 2 et 70 du réseau de bus de Poissy - Les Mureaux. Ces lignes relient Chambourcy à Aigremont, La Défense, Morainvilliers, Les Mureaux, Orgeval, Poissy et Saint-Germain-en-Laye.

### Climat
Pour des articles plus généraux, voir Climat de l'Île-de-France et Climat des Yvelines.
En 2010, le climat de la commune est de type climat océanique dégradé des plaines du Centre et du Nord, selon une étude du CNRS s'appuyant sur une série de données couvrant la période 1971-2000. En 2020, Météo-France publie une typologie des climats de la France métropolitaine dans laquelle la commune est dans une zone de transition entre le climat océanique et le climat océanique altéré et est dans la région climatique  Sud-ouest du bassin Parisien, caractérisée par une faible pluviométrie, notamment au printemps (120 à 150 mm) et un hiver froid (3,5 °C). 
Pour la période 1971-2000, la température annuelle moyenne est de 11,3 °C, avec une amplitude thermique annuelle de 14,5 °C. Le cumul annuel moyen de précipitations est de 685 mm, avec 11 jours de précipitations en janvier et 7,9 jours en juillet. Pour la période 1991-2020, la température moyenne annuelle observée sur la station météorologique la plus proche, située sur la commune de Maule à 14 km à vol d'oiseau, est de 11,8 °C et le cumul annuel moyen de précipitations est de 677,0 mm,. Pour l'avenir, les paramètres climatiques de la commune estimés pour 2050 selon différents scénarios d'émission de gaz à effet de serre sont consultables sur un site dédié publié par Météo-France en novembre 2022.

## Urbanisme

### Typologie
Au 1er janvier 2024, Chambourcy est catégorisée grand centre urbain, selon la nouvelle grille communale de densité à sept niveaux définie par l'Insee en 2022.
Elle appartient à l'unité urbaine de Paris, une agglomération inter-départementale regroupant 407  communes, dont elle est une commune de la banlieue,,. Par ailleurs la commune fait partie de l'aire d'attraction de Paris, dont elle est une commune du pôle principal,. Cette aire regroupe 1 929 communes,.

## Toponymie
Le nom de la localité est attesté sous les formes Camborciacum au IXe siècle, Camburciacum en 1150, Chamborci au XIIIe siècle, Chamboutz.
En l'absence de formes suffisamment anciennes, donc bien caractérisées, les toponymistes rapprochent le nom de Chambourcy de celui de Chambrecy (Marne, Camarciacum, vers 948) !
Il s'agit d'un type toponymique courant en -acum, suffixe gaulois latinisé (à l'origine de la plupart des terminaisons -y du nord de la France), précédé d'un nom de personnage Camarcius / Camartius ou *Camburcius (de Camburcus), d'origines gauloises également.

## Histoire
- 1224 : fondation de l'abbaye de Joyenval.
- 1346 : l'abbaye de Joyenval et le château de Montjoie sont pillés par les Anglais d'Edouard III.
- de 1686 à 1786 : aqueduc de Retz[16].
- 1789 : création du désert de Retz, jardin romantique comprenant de nombreuses « folies », dont la « colonne détruite », la « pyramide », le « pavillon chinois »...
- 1934 : fondation de la laiterie ALB, qui lancera en 1948, le « petit Chambourcy », un petit-suisse.

## Politique et administration

### Rattachements administratifs et électoraux
Antérieurement à la loi du 10 juillet 1964, la commune faisait partie du département de Seine-et-Oise. La réorganisation de la région parisienne en 1964 fit que la commune appartient désormais au département des Yvelines et son arrondissement de Saint-Germain-en-Laye, après un transfert administratif effectif au 1er janvier 1968.
Pour l'élection des députés, la commune fait partie de la sixième circonscription des Yvelines.
Elle faisait partie de 1801 à 1967 du canton de Saint-Germain-en-Laye du département deSeine-et-Oise. Lors de la mise en place du Val-d'Oise, elle est rattachée en 1967 au canton de Saint-Germain-en-Laye-Sud. Dans le cadre du redécoupage cantonal de 2014 en France, la commune intègre un nouveau canton de Saint-Germain-en-Laye.

### Intercommunalité
La commune était membre de la communauté d'agglomération Saint-Germain Seine et Forêts, créée en 2014 comme communauté de communes.
Dans le cadre de la mise en œuvre de la loi MAPAM du 27 janvier 2014, qui prévoit la généralisation de l'intercommunalité à l'ensemble des communes, et la constitution d'intercommunalités de plus de 200 000 habitants en seconde couronne d'Île-de-France afin qu'elles soient en mesure de dialoguer avec la Métropole du Grand Paris, cette intercommunalité fusionne avec ses voisines pour former, le 1er janvier 2016, la Communauté d'agglomération Saint Germain Boucles de Seine dont est désormais membre la commune.

### Liste des maires
| Période                                  | Période                    | Identité                                  | Étiquette         | Qualité |
| ---------------------------------------- | -------------------------- | ----------------------------------------- | ----------------- | --- |
| Les données manquantes sont à compléter. |                            |                                           |                   | |
| 1788                                     | 1790                       | Pierre Mathias de Crousillac              |                   | |
| 1790                                     | 1793                       | Antoine François Henri Terrier            |                   | |
| 1793                                     | 1796                       | Jean-Jacques Arnoult                      |                   | |
| 1796                                     | 1810                       | François Sulpice Gallois[réf. nécessaire] |                   | |
| 1815                                     |                            | Martial Gabriel de Clédat                 |                   | |
| 1830                                     | 1831                       | Philippe Renard                           |                   | |
| 1831                                     | 1832                       | Pierre Bougeois                           |                   | |
| 1832                                     | 1849                       | Martial Gabriel de Clédat                 |                   | |
| 1849                                     | 1852                       | Pierre Yvore                              |                   | |
| 1852                                     | 1871                       | Jacques Lapierre                          |                   | |
| 1871                                     | 1881                       | Anatole Blot                              |                   | |
| 1881                                     | 1902                       | Désiré Geffroy                            |                   | |
| 1902                                     | 1911                       | Francis Renard                            |                   | |
| 1911                                     | 1912                       | Louis Amette                              |                   | |
| 1912                                     | 1918                       | Félix Eve                                 |                   | |
| 1919                                     | 1935                       | Louis Amette                              |                   | |
| 1935                                     | 1958                       | Francis Pédron (1885-1958)                | SFIC              | Maraicher |
| 1958                                     | mars 1983                  | Georges Gallienne                         | Centre gauche     | Directeur du département poids lourds de Renault Fondateur de la Prévention Routière Directeur du journal Le Courrier Républicain Président de l'Automobile club[Lequel ?] Président de la société du tunnel du Mont Blanc[réf. nécessaire] |
| mars 1983                                | juin 1995                  | Jean-Pierre Boillot                       |                   | Capitaine de vaisseau, écrivain |
| juin 1995                                | En cours (au 19 mars 2020) | Pierre Morange                            | RPR puis UMP → LR | Médecin généraliste Député des Yvelines (6e circ.) (2002 → 2017) Vice-président de la CA Saint Germain Boucles de Seine (2016 →) Réélu pour le mandat 2020-2026,                                                                            |

### Jumelages
- Elbingerode (Allemagne).
- Lutterworth (Angleterre).
- Flottille 32F (flottille d'hélicoptères Super Frelons de la Marine nationale).

## Population et société

### Démographie

#### Évolution démographique
L'évolution du nombre d'habitants est connue à travers les recensements de la population effectués dans la commune depuis 1793. Pour les communes de moins de 10 000 habitants, une enquête de recensement portant sur toute la population est réalisée tous les cinq ans, les populations de référence des années intermédiaires étant quant à elles estimées par interpolation ou extrapolation. Pour la commune, le premier recensement exhaustif entrant dans le cadre du nouveau dispositif a été réalisé en 2006.

En 2022, la commune comptait 5 826 habitants, en évolution de +2,99 % par rapport à 2016 (Yvelines : +2,72 %, France hors Mayotte : +2,11 %).
| 1793 | 1800 | 1806 | 1821 | 1831 | 1836 | 1841 | 1846 | 1851 |
| ---- | ---- | ---- | ---- | ---- | ---- | ---- | ---- | ---- |
| 607  | 553  | 567  | 582  | 652  | 677  | 695  | 730  | 714  |

| 1856 | 1861 | 1866 | 1872 | 1876 | 1881 | 1886 | 1891 | 1896 |
| ---- | ---- | ---- | ---- | ---- | ---- | ---- | ---- | ---- |
| 651  | 729  | 752  | 771  | 787  | 765  | 831  | 859  | 905  |

| 1901 | 1906 | 1911 | 1921 | 1926 | 1931 | 1936 | 1946 | 1954  |
| ---- | ---- | ---- | ---- | ---- | ---- | ---- | ---- | ----- |
| 884  | 887  | 905  | 881  | 864  | 902  | 927  | 931  | 1 137 |

| 1962  | 1968  | 1975  | 1982  | 1990  | 1999  | 2006  | 2011  | 2016  |
| ----- | ----- | ----- | ----- | ----- | ----- | ----- | ----- | ----- |
| 2 068 | 2 515 | 4 763 | 5 052 | 5 163 | 5 077 | 5 812 | 5 845 | 5 657 |

| 2021  | 2022  | - | - | - | - | - | - | - |
| ----- | ----- | - | - | - | - | - | - | - |
| 5 736 | 5 826 | - | - | - | - | - | - | - |

#### Pyramide des âges
En 2018, le taux de personnes d'un âge inférieur à 30 ans s'élève à 35,6 %, soit en dessous de la moyenne départementale (38,0 %). À l'inverse, le taux de personnes d'âge supérieur à 60 ans est de 25,6 % la même année, alors qu'il est de 21,7 % au niveau départemental.
En 2018, la commune comptait 2 686 hommes pour 2 921 femmes, soit un taux de 52,10 % de femmes, légèrement supérieur au taux départemental (51,32 %).
Les pyramides des âges de la commune et du département s'établissent comme suit.
| Hommes | Classe d’âge | Femmes |
| ------ | ------------ | ------ |
| 0,8    | 90 ou +      | 1,8    |
| 8,1    | 75-89 ans    | 10,0   |
| 15,0   | 60-74 ans    | 15,3   |
| 23,2   | 45-59 ans    | 23,3   |
| 14,6   | 30-44 ans    | 16,5   |
| 17,0   | 15-29 ans    | 15,6   |
| 21,4   | 0-14 ans     | 17,4   |

| Hommes | Classe d’âge | Femmes |
| ------ | ------------ | ------ |
| 0,6    | 90 ou +      | 1,4    |
| 6      | 75-89 ans    | 7,8    |
| 13,5   | 60-74 ans    | 14,8   |
| 20,7   | 45-59 ans    | 20,1   |
| 19,6   | 30-44 ans    | 19,9   |
| 18,5   | 15-29 ans    | 16,8   |
| 21,2   | 0-14 ans     | 19,2   |

## Économie

### Revenus de la population et fiscalité
En 2010, le revenu fiscal médian par ménage était de 48 416 €, ce qui plaçait Chambourcy au 407e parmi les 31 525 communes de plus de 39 ménages en métropole.Cette moyenne est inférieure à celles de certaines communes voisines telle Saint-Nom-la-Bretèche (82 813 €), Feucherolles (72 840 €) ou encore Fourqueux (70 942 €), bien que restant extrêmement élevée par rapport à celle de la région et du pays.

### Emploi et entreprises
Chambourcy est une commune résidentielle comprenant une zone commerciale le long de la nationale 13 (nombreux concessionnaires automobiles, hypermarché Carrefour...), marquée par l'arboriculture.
Elle dispose du golf de Joyenval.
Chambourcy a donné son nom à une société de produits laitiers vendant ses yaourts sous la marque Chambourcy. Devenue l'une des plus importantes sur le marché français et européen dans les années 1990, elle a été rachetée par Nestlé. La marque « Chambourcy » a été abandonnée par Nestlé en 1996, et revendue depuis.

## Culture locale et patrimoine

### Lieux et monuments

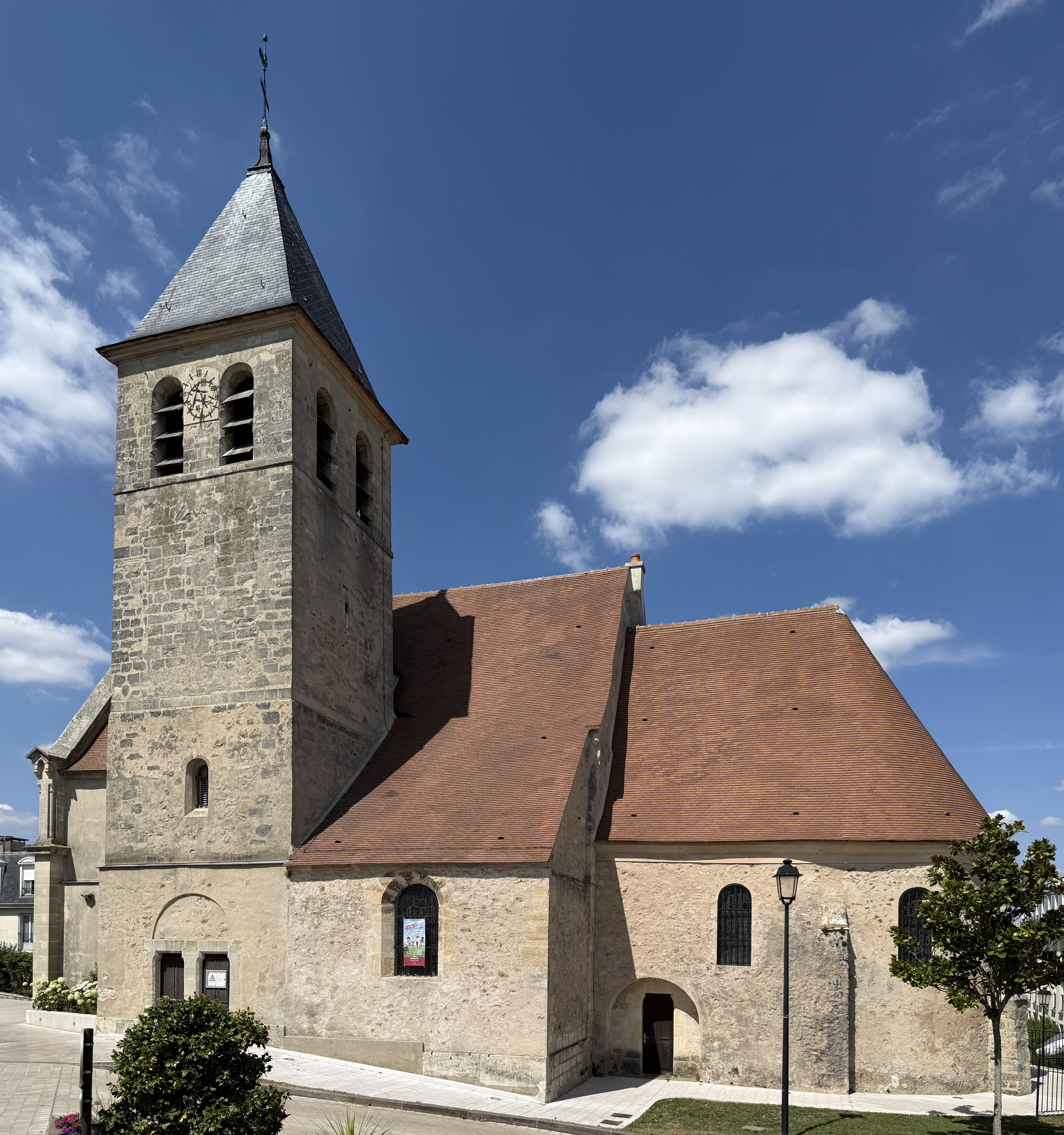
L'église Sainte-Clotilde.

- Église Sainte-Clotilde : église de style roman datant du XIIe siècle plusieurs fois remaniée au cours des siècles passés. Dans cette église se trouvent les reliques de sainte Clotilde, épouse de Clovis Ier, roi des Francs, qu'elle convainquit de se convertir à la religion catholique.
- Le Désert de Retz, allée Frédéric-Passy, classé monument historique en 1941[32], a été construit sur l'emplacement de Saint-Jacques-de-Retz, un village abandonné et en ruines au nord de l'actuelle commune, en bordure de la forêt de Marly.

Ce nom a été donné, au siècle des Lumières, à ces endroits solitaires où l'on aimait se retirer du monde pour méditer ou s'abandonner à la rêverie. Celui de Chambourcy, l'un des mieux conservés de France, est sans doute le plus original. Il prend la forme d'un jardin anglo-chinois semé, sur quarante hectares, d'essences rares.
Le parc a été acquis en 2007 par la commune, qui l'ouvre au public les samedis.
- La Maison d'André Derain, 64 Grande Rue, construite au XVIIIe siècle et réaménagée aux XIXe et XXe siècles, est inscrite à l'inventaire supplémentaire des monuments historiques depuis 1986[35],[36].
- Il reste, sur le site du golf, des vestiges inscrits aux monuments historiques en 1989 de l'abbaye de Joyenval qui datait du XIIIe siècle.
- Un château datant du XIXe siècle, situé non loin du village dans la direction d'Aigremont et non répertorié en tant que patrimoine, sert de maison de retraite.
- Vestiges de l'abbaye de Joyenval[37], dont le parc est devenu un golf[38].
- Aqueduc de Retz, conçu par Nicolas Lejongleur, dont le début de la construction date de la fin du XVIIe siècle[39].

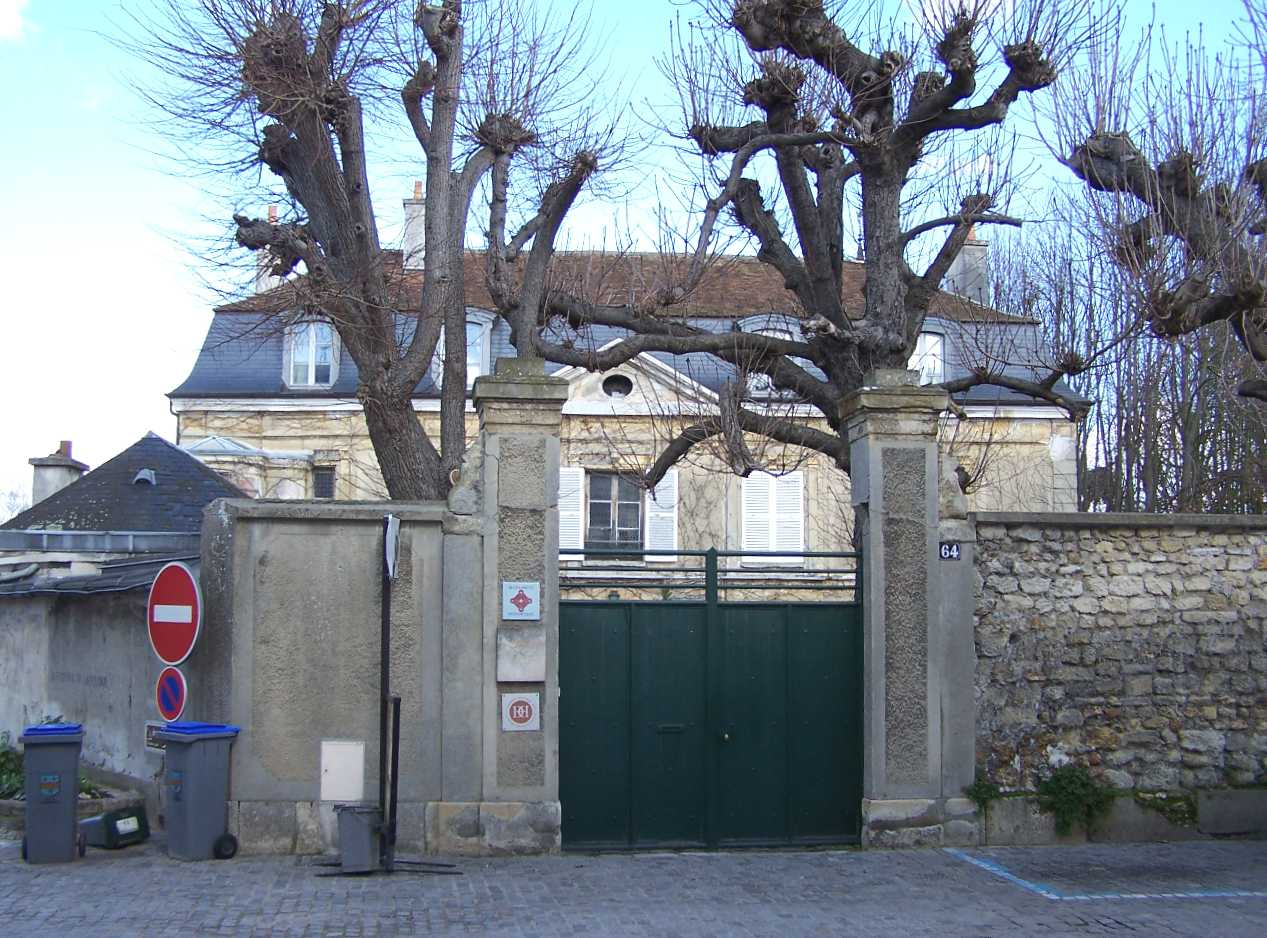
La Roseraie, atelier d'André Derain.
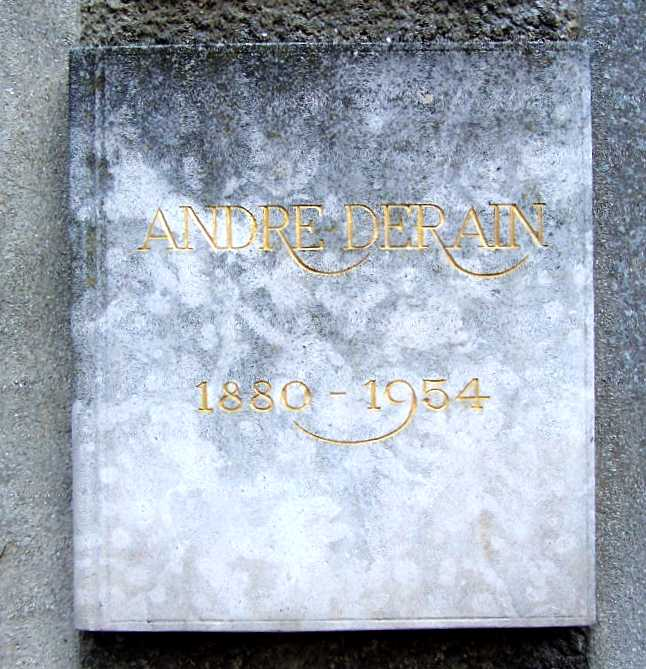
Plaque commémorative apposée sur la maison de Derain.
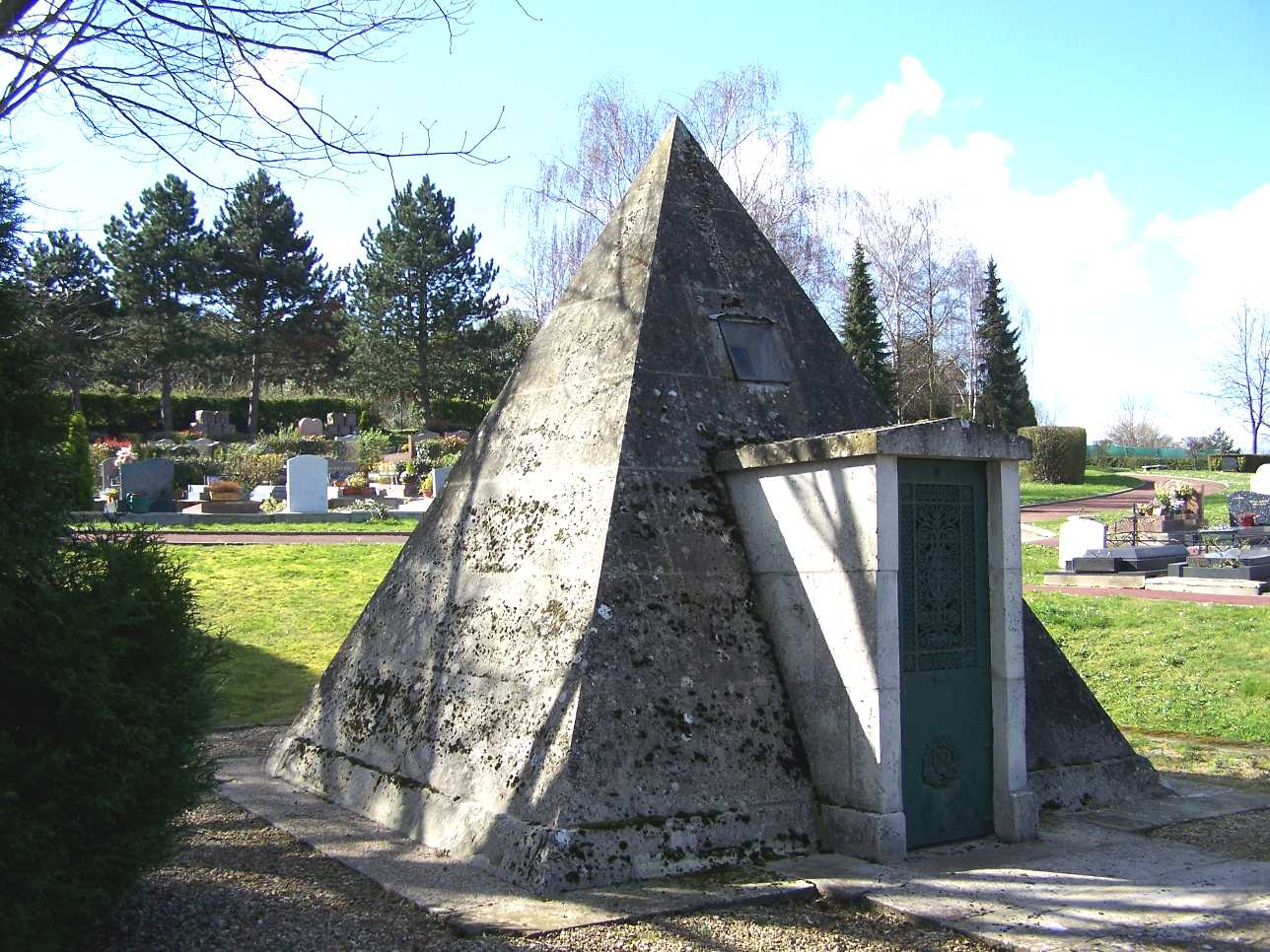
Le tombeau pyramidal du comte d'Orsay et de Marguerite de Blessington.
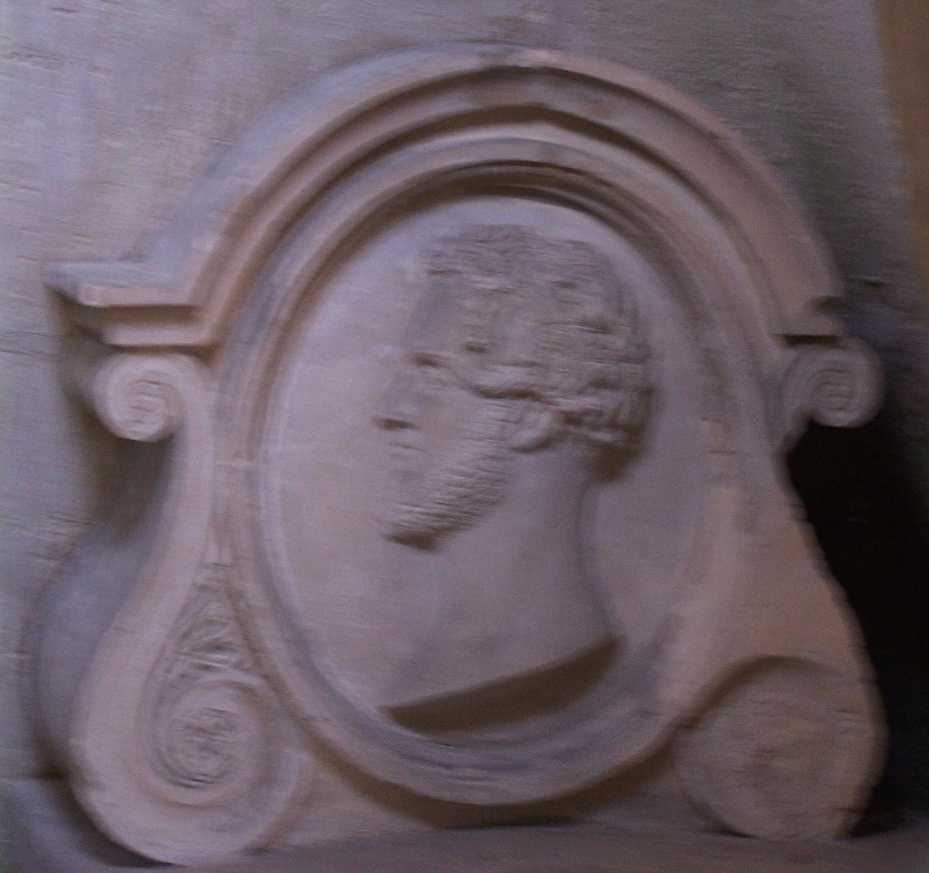
La stèle du comte d'Orsay dans le tombeau.
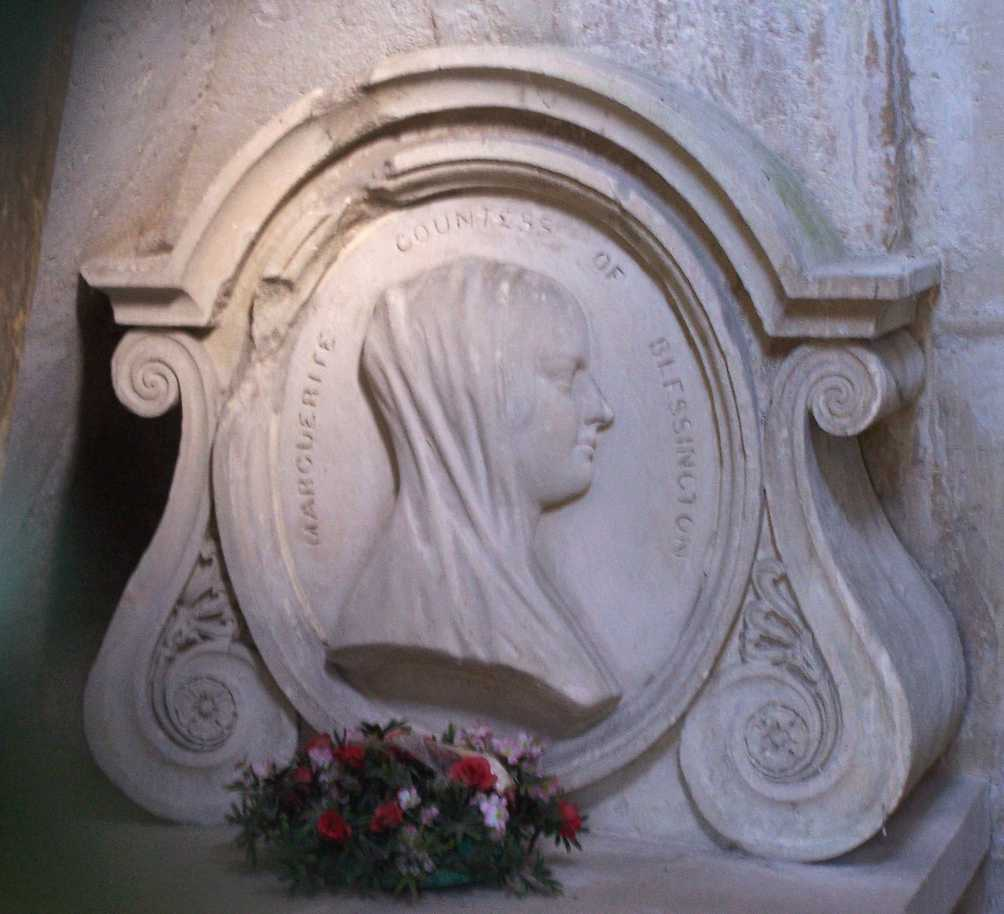
La stèle du Marguerite de Blessington dans le tombeau.
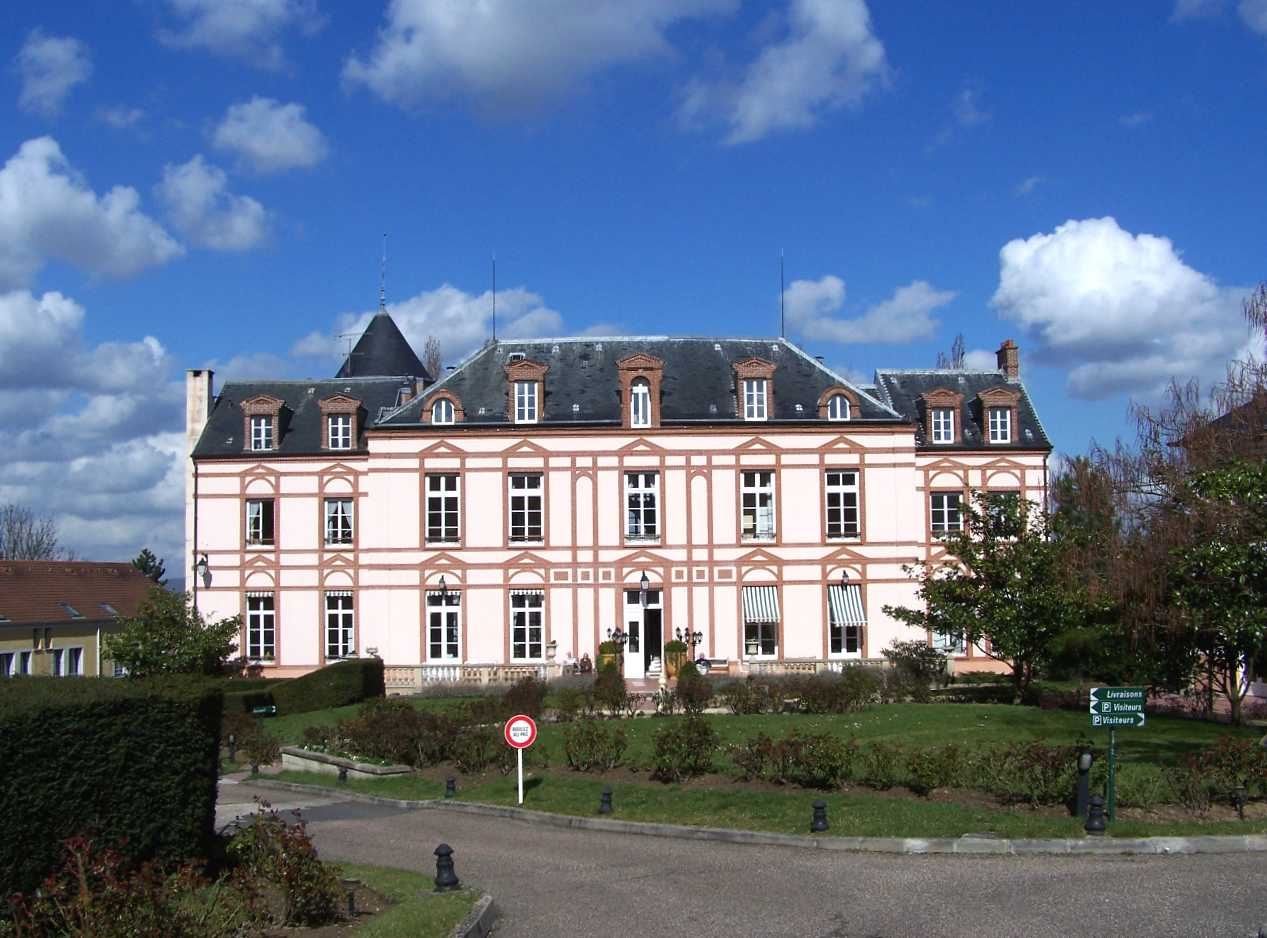
Le château de Chambourcy, maison de retraite.
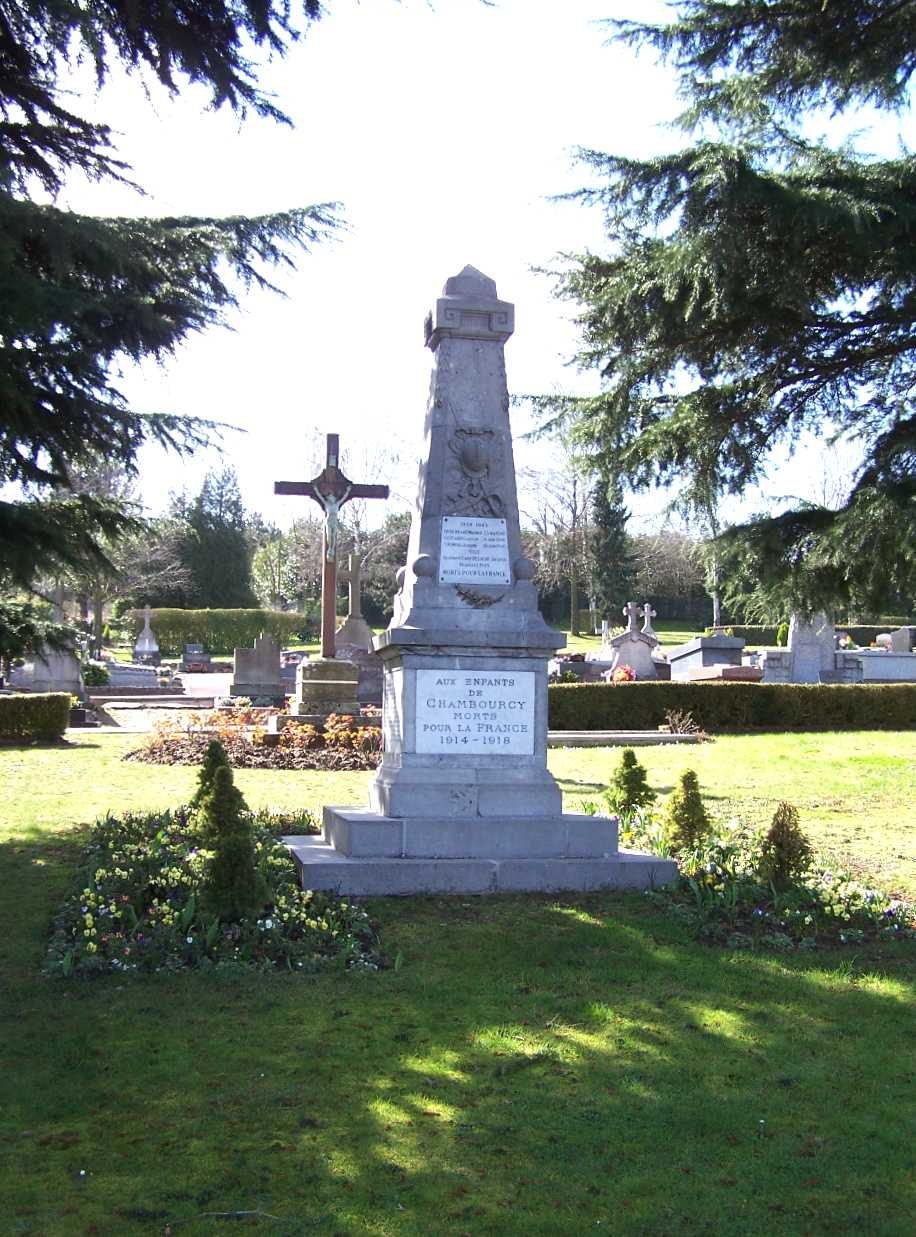
Le monument aux morts dans le cimetière.

### Personnalités liées à la commune
- Jacob-Nicolas Moreau (1717-1803), dernier seigneur de Chambourcy.
- Antoine de Gramont, époux d'Ida d'Orsay, acquiert une propriété à Chambourcy en 1848 où le couple accueille le frère d'Ida, le comte  Alfred d'Orsay.
- Le comte Alfred d'Orsay (1801-1852) est enterré dans un tombeau pyramidal au cimetière de Chambourcy en compagnie de Marguerite de Blessington (1789-1849), son amie.
- André Derain (1880-1954), un des fondateurs du fauvisme, installa son atelier dans une demeure du XVIIIe siècle dans le village, la Roseraie.
- Pedro Miguel Pauleta, ancien joueur du PSG.
- Georges Thill (1897-1984), ténor lyrique français.

### Héraldique
| Armes de Chambourcy | Les armes de Chambourcy se blasonnent ainsi : d'azur à la fasce échiquetée d'or et de gueules accompagnée en chef de deux fleurs de lys d'or et en pointe d'une poire tigée et feuillue du même. |